# Roßhaupten
Roßhaupten est une commune de Bavière (Allemagne), située dans l'arrondissement d'Ostallgäu, dans le district de Souabe.

## Géographie
La commune est sur les rives nord-ouest du Forggensee, lac artificiel alimenté par le Lech, au pied des Alpes d'Ammergau, à environ 70 km au nord-ouest d'Innsbruck et 90 km au sud-ouest de Munich.